# AFI's 100 Years...100 Cheers
100 Years…100 Cheers: America's Most Inspiring Movies är en lista över de 100 mest inspirerande amerikanska filmerna utsedda av American Film Institute. Listan röstades fram av 1500 personer verksamma i filmindustrin. AFI presenterade en lista med fyra kriterier som de som skulle rösta fick ta hänsyn till. Totalt nominerades 300 filmer.
Listan presenterades i en tre timmar lång sändning på CBS den 14 juni 2006.

## Lista
| #   | Film                                 | Regissör                      | År   |
| --- | ------------------------------------ | ----------------------------- | ---- |
| 1   | Livet är underbart                   | Frank Capra                   | 1946 |
| 2   | Skuggor över Södern                  | Robert Mulligan               | 1962 |
| 3   | Schindler's List                     | Steven Spielberg              | 1993 |
| 4   | Rocky                                | John G. Avildsen              | 1976 |
| 5   | Mr Smith i Washington                | Frank Capra                   | 1939 |
| 6   | E.T. the Extra-Terrestrial           | Steven Spielberg              | 1982 |
| 7   | Vredens druvor                       | John Ford                     | 1940 |
| 8   | Loppet är kört                       | Peter Yates                   | 1979 |
| 9   | Det hände i New York                 | George Seaton                 | 1947 |
| 10  | Rädda menige Ryan                    | Steven Spielberg              | 1998 |
| 11  | De bästa åren                        | William Wyler                 | 1946 |
| 12  | Apollo 13                            | Ron Howard                    | 1995 |
| 13  | Best Shot                            | David Anspaugh                | 1986 |
| 14  | Bron över floden Kwai                | David Lean                    | 1957 |
| 15  | Miraklet                             | Arthur Penn                   | 1962 |
| 16  | Norma Rae                            | Martin Ritt                   | 1979 |
| 17  | Gökboet                              | Miloš Forman                  | 1975 |
| 18  | Anne Franks dagbok                   | George Stevens                | 1959 |
| 19  | Rätta virket                         | Philip Kaufman                | 1983 |
| 20  | Philadelphia                         | Jonathan Demme                | 1993 |
| 21  | I nattens hetta                      | Norman Jewison                | 1967 |
| 22  | Bragdernas man                       | Sam Wood                      | 1942 |
| 23  | Nyckeln till frihet                  | Frank Darabont                | 1994 |
| 24  | Över alla hinder                     | Clarence Brown                | 1944 |
| 25  | Med tio cents på fickan              | Preston Sturges               | 1941 |
| 26  | Trollkarlen från Oz                  | Victor Fleming                | 1939 |
| 27  | Sheriffen                            | Fred Zinnemann                | 1952 |
| 28  | Drömmarnas fält                      | Phil Alden Robinson           | 1989 |
| 29  | Gandhi                               | Richard Attenborough          | 1982 |
| 30  | Lawrence av Arabien                  | David Lean                    | 1962 |
| 31  | Ärans män                            | Edward Zwick                  | 1989 |
| 32  | Casablanca                           | Michael Curtiz                | 1942 |
| 33  | Stadens ljus                         | Charlie Chaplin               | 1931 |
| 34  | Alla presidentens män                | Alan J. Pakula                | 1976 |
| 35  | Gissa vem som kommer på middag       | Stanley Kramer                | 1967 |
| 36  | Storstadshamn                        | Elia Kazan                    | 1954 |
| 37  | Forrest Gump                         | Robert Zemeckis               | 1994 |
| 38  | Pinocchio                            | Ben Sharpsteen Hamilton Luske | 1940 |
| 39  | Stjärnornas krig                     | George Lucas                  | 1977 |
| 40  | Mrs. Miniver                         | William Wyler                 | 1942 |
| 41  | Sound of Music                       | Robert Wise                   | 1965 |
| 42  | 12 edsvurna män                      | Sidney Lumet                  | 1957 |
| 43  | Borta med vinden                     | Victor Fleming                | 1939 |
| 44  | Spartacus                            | Stanley Kubrick               | 1960 |
| 45  | Sista sommaren                       | Mark Rydell                   | 1981 |
| 46  | Liljorna på marken                   | Ralph Nelson                  | 1963 |
| 47  | År 2001 – ett rymdäventyr            | Stanley Kubrick               | 1968 |
| 48  | Afrikas drottning                    | John Huston                   | 1951 |
| 49  | Vi behöver varann                    | Frank Capra                   | 1941 |
| 50  | Seabiscuit                           | Gary Ross                     | 2003 |
| 51  | Purpurfärgen                         | Steven Spielberg              | 1985 |
| 52  | Döda poeters sällskap                | Peter Weir                    | 1989 |
| 53  | Mannen från vidderna                 | George Stevens                | 1953 |
| 54  | Rudy                                 | David Anspaugh                | 1993 |
| 55  | Kedjan                               | Stanley Kramer                | 1958 |
| 56  | Ben-Hur                              | William Wyler                 | 1959 |
| 57  | Sergeant York                        | Howard Hawks                  | 1941 |
| 58  | Närkontakt av tredje graden          | Steven Spielberg              | 1977 |
| 59  | Dansar med vargar                    | Kevin Costner                 | 1990 |
| 60  | Dödens fält                          | Roland Joffé                  | 1984 |
| 61  | Sounder                              | Martin Ritt                   | 1972 |
| 62  | Braveheart                           | Mel Gibson                    | 1995 |
| 63  | Rain Man                             | Barry Levinson                | 1988 |
| 64  | Svarta hingsten                      | Carroll Ballard               | 1979 |
| 65  | En fläck i solen                     | Daniel Petrie                 | 1961 |
| 66  | Silkwood                             | Mike Nichols                  | 1983 |
| 67  | Mannen från Mars                     | Robert Wise                   | 1951 |
| 68  | En officer och gentleman             | Taylor Hackford               | 1982 |
| 69  | Spirit of St. Louis                  | Billy Wilder                  | 1957 |
| 70  | Loretta                              | Michael Apted                 | 1980 |
| 71  | Rebell i bojor                       | Stuart Rosenberg              | 1967 |
| 72  | Seger i mörkret                      | Edmund Goulding               | 1939 |
| 73  | Erin Brockovich                      | Steven Soderbergh             | 2000 |
| 74  | Gunga Din – lansiärernas hjälte      | George Stevens                | 1939 |
| 75  | Domslutet                            | Sidney Lumet                  | 1982 |
| 76  | Fången på Alcatraz                   | John Frankenheimer            | 1962 |
| 77  | På väg med miss Daisy                | Bruce Beresford               | 1989 |
| 78  | Thelma & Louise                      | Ridley Scott                  | 1991 |
| 79  | De tio budorden                      | Cecil B. DeMille              | 1956 |
| 80  | Babe – den modiga lilla grisen       | Chris Noonan                  | 1995 |
| 81  | Han som tänkte med hjärtat           | Norman Taurog                 | 1938 |
| 82  | Spelman på taket                     | Norman Jewison                | 1971 |
| 83  | En gentleman kommer till stan        | Frank Capra                   | 1936 |
| 84  | Serpico                              | Sidney Lumet                  | 1973 |
| 85  | Tina - What's Love Got To Do with It | Brian Gibson                  | 1993 |
| 86  | Vinna eller försvinna                | Ramón Menéndez                | 1988 |
| 87  | Working Girl                         | Mike Nichols                  | 1988 |
| 88  | Yankee Doodle Dandy                  | Michael Curtiz                | 1942 |
| 89  | Harold å Maude                       | Hal Ashby                     | 1971 |
| 90  | Hotel Rwanda                         | Terry George                  | 2004 |
| 91  | Paper Chase - betygsjakten           | James Bridges                 | 1973 |
| 92  | Fame                                 | Alan Parker                   | 1980 |
| 93  | A Beautiful Mind                     | Ron Howard                    | 2001 |
| 94  | Havets hjältar                       | Victor Fleming                | 1937 |
| 95  | En plats i mitt hjärta               | Robert Benton                 | 1984 |
| 96  | Oskyldiga drag                       | Steven Zaillian               | 1993 |
| 97  | Madame Curie                         | Mervyn LeRoy                  | 1943 |
| 98  | Karate Kid: Sanningens ögonblick     | John G. Avildsen              | 1984 |
| 99  | Ray                                  | Taylor Hackford               | 2004 |
| 100 | Triumfens ögonblick                  | Hugh Hudson                   | 1981 |

## Kriterier
- Filmen måste vara en spelfilm, åtminstone 60 minuter lång.
- Filmen måste helt eller delvis vara en amerikansk filmproduktion och engelskspråkig.
- Cheers: Filmer som inspirerar med karaktärer med visioner och övertygelse som står inför motgångar och ofta offrar sig för det allmännas bästa. Oavsett om dessa filmer slutar lyckligt eller inte, är de slutligen triumferande och fyller publiken både med hopp och stärker deras mänskliga potential.
- Arv: Filmen måste fortsätta att inspirera amerikansk film.